# 布里卡賓 (紐約州)
布里卡賓（英語：Breakabeen）是位於美國紐約州斯科哈里縣的非建制地區。

## 歷史
布里卡賓的郵局於1815年設立，其後於1954年停運。

## 地理
布里卡賓所處的海拔為高於海平面226米（即741英呎），而該地所採用的時區為UTC-5，即北美东部时区（EST）。同時該地設有夏令時間，為UTC-5調快一小時，即UTC-4（EDT）。